# Mequeja
Mequeja es una localidad del estado mexicano de Chiapas. Es parte del municipio de Chilón.

## Demografía
| Gráfica de evolución demográfica |
|                                  |

| Censo | Población |
| ----- | --------- |
| 1940  | 16        |
| 1950  | 94        |
| 1960  | —         |
| 1970  | 273       |
| 1980  | 525       |
| 1990  | 591       |
| 2000  | 666       |
| 2010  | 913       |
| 2020  | 1 148     |